# Ascalohybris brisi
Ascalohybris brisi là một loài côn trùng trong họ Ascalaphidae thuộc bộ Neuroptera. Loài này được Navás miêu tả năm 1930.